# De värnlösa (roman)
De värnlösa är en roman av författaren Terry Goodkind och den artonde delen i fantasybokserien Sanningens svärd. Romanen utgör den första halvan av dess originalverk Naked Empire.